# Dziedzice (Barlinek)
Dziedzice (deutsch Deetz) ist ein Ort der Gemeinde Barlinek (Berlinchen) im Powiat Myśliborski (Powiat Soldin) in der polnischen Woiwodschaft Westpommern.

## Geographische Lage
Die Ortschaft liegt in der Neumark, etwa acht Kilometer ostnordöstlich von Lipiany (Lippehne).

## Geschichte
Die mittelalterliche Kirche wurde im 13. Jahrhundert erbaut.
In Dziedzice gab es eine archäologische Fundstelle. Nach dieser wurde die frühslawische Sukow-Dziedzice-Gruppe benannt.
Bis 1945 gehörte Deetz zum Landkreis Soldin in der Provinz Brandenburg.
Gegen Ende des Zweiten Weltkriegs erfolgte im Frühjahr 1945 die Besetzung der Region durch die Rote Armee. Nach Kriegsende wurde das Dorf gemäß dem Potsdamer Abkommen unter polnische Verwaltung gestellt. Anschließend wurde das Dorf  in Dziedzice umbenannt. Unter der polnischen Administration wurde anschließend die einheimischen Bevölkerung vertrieben und durch polnische Migranten ersetzt.